# Публий Корнелий Цетег (консул)
Пу́блий Корне́лий Це́тег (лат. Publius Cornelius Cethegus; умер после 173 года до н. э.) — римский военачальник и политический деятель из патрицианского рода Корнелиев, консул 181 года до н. э.

## Происхождение
Публий Корнелий принадлежал к одному из самых знатных и разветвлённых родов Рима, имевшему этрусское происхождение. Из Капитолийских фаст известно, что его отец и дед носили преномены Луций и Публий соответственно; исследователи констатируют, что в целом генеалогия Корнелиев Цетегов известна крайне плохо.

## Биография
Согласно одной из гипотез, Публий Корнелий начал свою политическую карьеру в 189 году до н. э. В списке децемвиров, направленных в Малую Азию для проведения новых границ после Антиоховой войны, фигурирует некто Публий Корнелий Лентул. В то время был только один римлянин с таким именем, Лентул Кавдин, но, учитывая его возраст и успехи в карьере, он должен был находиться намного ближе к началу списка. Поэтому возникло предположение, что Тит Ливий запутался в Корнелиях и что децемвиром был не Лентул, а его сородич Цетег.
Первое бесспорное упоминание о Публии Корнелии относится к 187 году до н. э., когда он совместно с Авлом Постумием Альбином Луском занимал должность курульного эдила. Известно, что во время Римских игр этого года мачта в цирке упала на изваяние богини Поллентии, и это было сочтено дурным предзнаменованием. Поэтому игры были продлены на один день, а вместо поверженной статуи поставили две новых.
В 185 году до н. э. Цетег был претором; в источниках нет информации о распределении обязанностей между преторами этого года. Одним из консулов 181 года до н. э. Тит Ливий, а вслед за ним Валерий Максим называют некоего Публия Корнелия Лентула, но это явная ошибка: согласно Капитолийским фастам и другим источникам консулом-патрицием был Публий Корнелий Цетег, а его коллегой из числа плебеев стал Марк Бебий Тамфил. Эти магистраты по решению сената представили народному собранию первый в истории Римской республики закон о предвыборных злоупотреблениях (de ambitu).
Провинцией для обоих консулов стала Лигурия; их полномочия в этом регионе были продлены и на следующий год. Цетег и Тамфил смогли принудить к подчинению местное племя апуанов и переселили его в Самний, где оно стало называться лигуры-корнелианы и лигуры-бебианы. По возвращении в Рим консулы получили триумф и в результате стали первыми римскими полководцами, удостоенными этой почести не за военную победу.
Публий Корнелий ещё раз упоминается в источниках в связи с событиями 173 года до н. э. Тогда он вошёл в состав коллегии десяти, которая занималась разделом между колонистами захваченных земель в Лигурии и Цизальпийской Галлии. Децемвиры наделили римских граждан участками по десять югеров, а союзников — участками по три югера.